# Robert Duncan McNeill
Robert Duncan McNeill, född 9 november 1964 i Raleigh, North Carolina, är en amerikansk skådespelare.

## Biografi
Robert Duncan McNeill växte upp i Washington, D.C. Han flyttade sedan till New York för att börja på The Juilliard School. Han har varit med i TV-serier som All My Children, Mord och inga visor och Quantum Leap. Tillsammans med sin fru Carol och deras två söner Kyle och Carter är han idag bosatt i Los Angeles.
McNeill startade ett projekt som hjälper utsatta barn att leva ut som smärta och ångest genom teater. 
McNeill spelade Tom Paris i Star Trek: Voyager och har även spelat Nicholas Locarno i Star Trek: The Next Generation.

## Filmografi (urval)
- 1986-1988 - All My Children (TV-serie)
- 1987 – He-Man - universums härskare
- 1990 - Quantum Leap, avsnitt Good Night, Dear Heart - November 9, 1957 (gästroll i TV-serie)
- 1991-1993 - Kärlekens vindar (TV-serie)
- 1992 - Star Trek: The Next Generation, avsnitt The First Duty (gästroll i TV-serie)
- 1994 - Mord och inga visor, avsnitt Death in Hawaii (gästroll i TV-serie)
- 1995-2001 - Star Trek: Voyager (TV-serie)